# Białoskórnikowate
Białoskórnikowate (Cystostereaceae Jülich) – rodzina grzybów z rzędu pieczarkowców (Auriculariales).

## Systematyka
Pozycja w klasyfikacji według Index Fungorum: Agaricales, Agaricomycetidae, Agaricomycetes, Agaricomycotina, Basidiomycota, Fungi.
Rodzinę tę do taksonomii grzybów wprowadził Walter Jülich w 1959 r. Należą do niej rodzaje:
- Cericium Hjortstam 1995
- Crustomyces Jülich 1978 – skorupnik
- Cystidiodontia Hjortstam 1983
- Cystostereum Pouzar 1959 – białoskórnik
- Parvobasidium Jülich 1975
- Parvodontia Hjortstam & Ryvarden 2004
- Rigidotubus J. Song, Y.C. Dai & B.K. Cui 2018[2].

Polskie nazwy na podstawie pracy Władysława Wojewody z 2003 r.